# Hunnakkojärvi
Hunnakkojärvi är en sjö i kommunen Alavo i landskapet Södra Österbotten i Finland. Sjön ligger 109,7 meter över havet. Den är 4,32 meter djup. Arean är 76 hektar och strandlinjen är 6,11 kilometer lång. Sjön  ingår i Lappo å huvudavrinningsområde.   Den ligger omkring 29 kilometer sydöst om Seinäjoki och omkring 290 kilometer norr om Helsingfors. 